# Lightning (cổng kết nối)
Lightning là một bus máy tính và cổng kết nối nguồn độc quyền được tạo ra bởi Apple Inc. và được giới thiệu vào ngày 12 tháng 9 năm 2012, thay thế cho cổng kết nối 30 chân cũ. Cổng kết nối Lightning được sử dụng để kết nối các thiết bị di động Apple như iPhone, iPad, và iPod tới máy tính chủ, màn hình phụ, máy ảnh, bộ sạc pin USB và các thiết bị ngoài khác. Rút ngắn từ 30 chân xuống còn 8, Lightning nhỏ hơn đáng kể so với cổng 30 chân cũ và có thể được cắm cả hai chiều. Tuy nhiên, nếu không sử dụng bộ chuyển (adapter), các cáp kết nối và thiết bị ngoài theo chuẩn cũ sẽ không thể kết nối được.

## Lịch sử
Cổng kết nối Lightning được giới thiệu ngày 12 tháng 9 năm 2012, thay thế cho cổng kết nối 30 chân cũ và có mặt trên tất cả các phần cứng mới được giới thiệu trong cùng sự kiện này. Các thiết bị tương thích đầu tiên gồm iPhone 5, iPod Touch (thế hệ thứ 5), và iPod Nano (thế hệ thứ 7). Chiếc iPad (thế hệ thứ 4) và iPad Mini (thế hệ thứ 1) sau đó cũng được sử dụng cổng Lightning vào tháng 10 năm 2012.
Vào ngày 25 tháng 11 năm 2012, Apple mua lại tên thương hiệu "Lightning" tại châu Âu từ tay Harley-Davidson. Apple được chuyển giao một phần thương hiệu Lightning, cho thấy khả năng Harley-Davidson có thể sẽ giữ quyền sử dụng cái tên này cho các sản phẩm liên quan tới xe mô tô của họ. Apple là chủ sở hữu duy nhất của thương hiệu cùng với bản quyền thiết kế và kỹ thuật của cáp kết nối Lightning.
Chiếc iPad Pro, ra mắt 2015, được trang bị cổng kết nối Lightning đầu tiên hỗ trợ USB 3.0. Tuy vậy, cáp kết nối đi kèm chỉ hỗ trợ USB 2.0 do thiếu các chân cần thiết, nên bất cứ thiết bị Lightning hỗ trợ USB 3.0 nào sẽ phải sử dụng cáp kết nối riêng nếu muốn sử dụng USB 3.0.

## Công nghệ

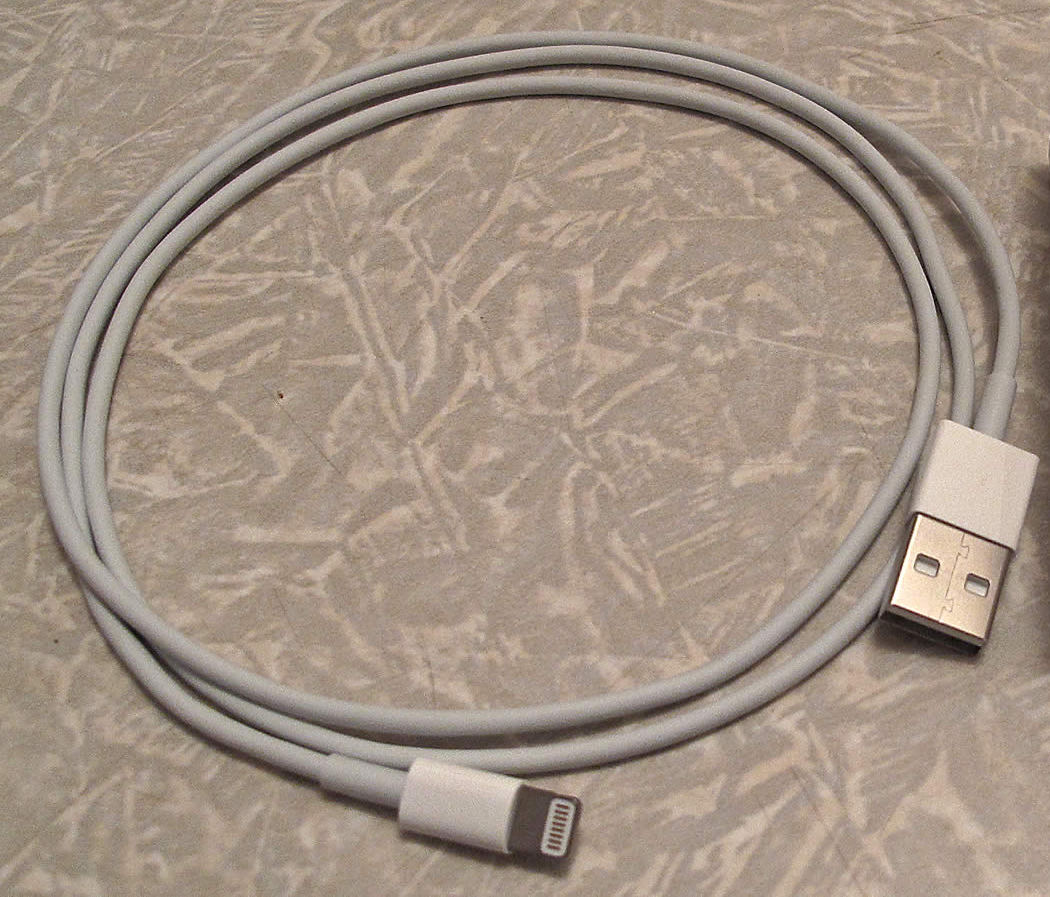
Cáp chuyển Apple Lightning sang USB (MD818)

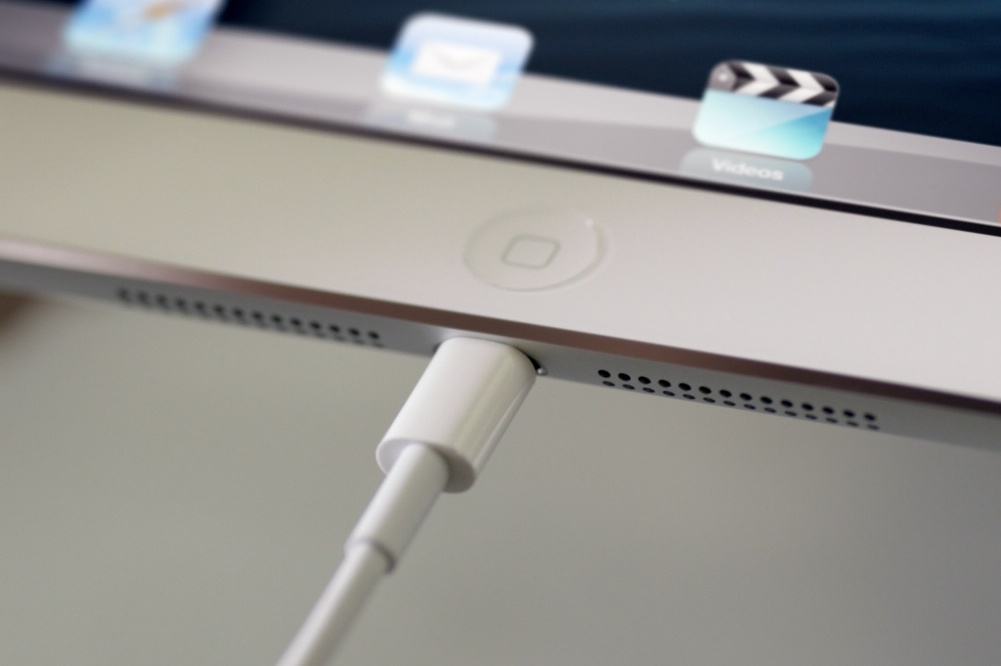
Cáp Lightning kết nối tới chiếc iPad mini

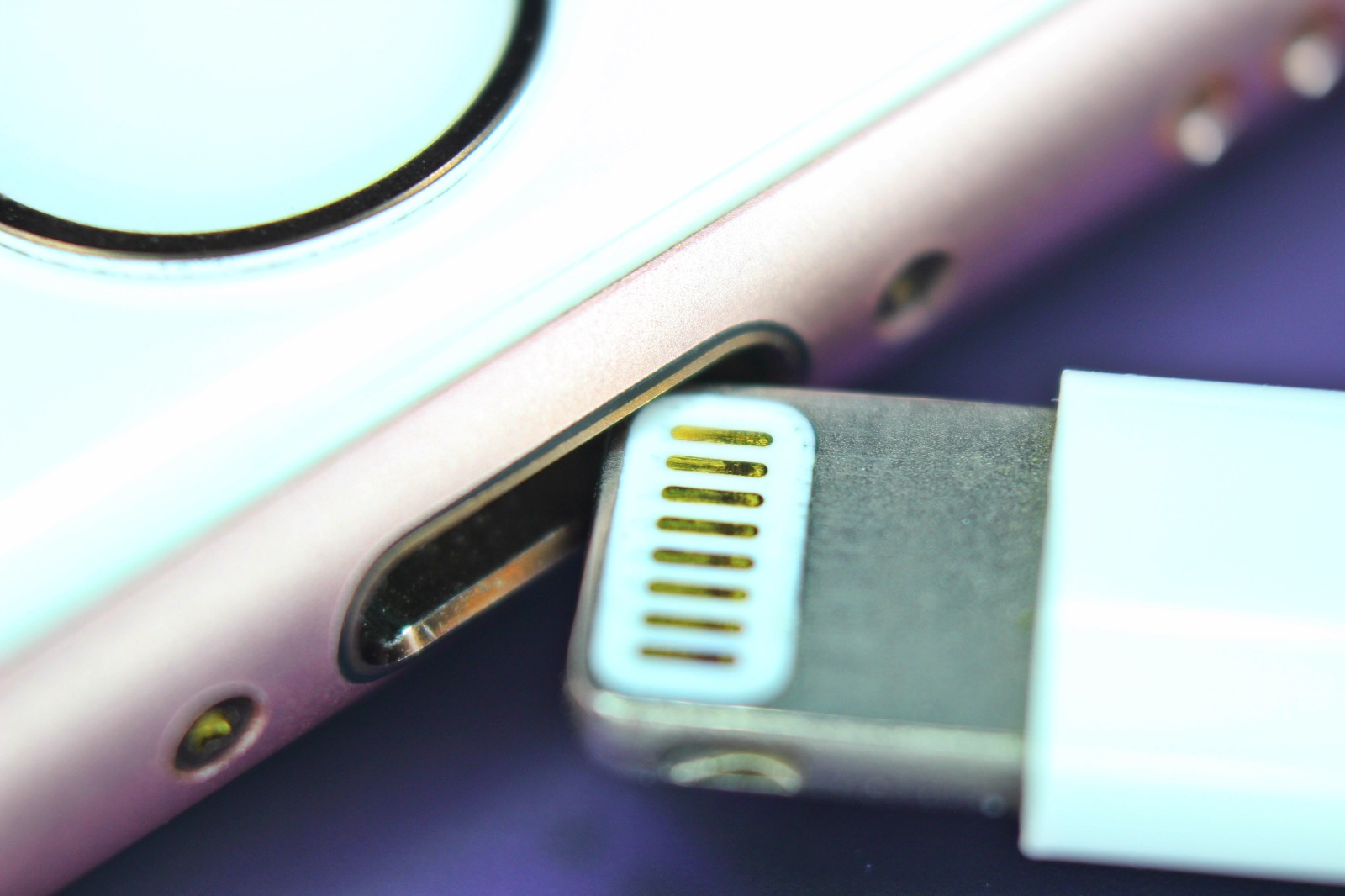
Cáp Lightning với chiếc iPhone 6S

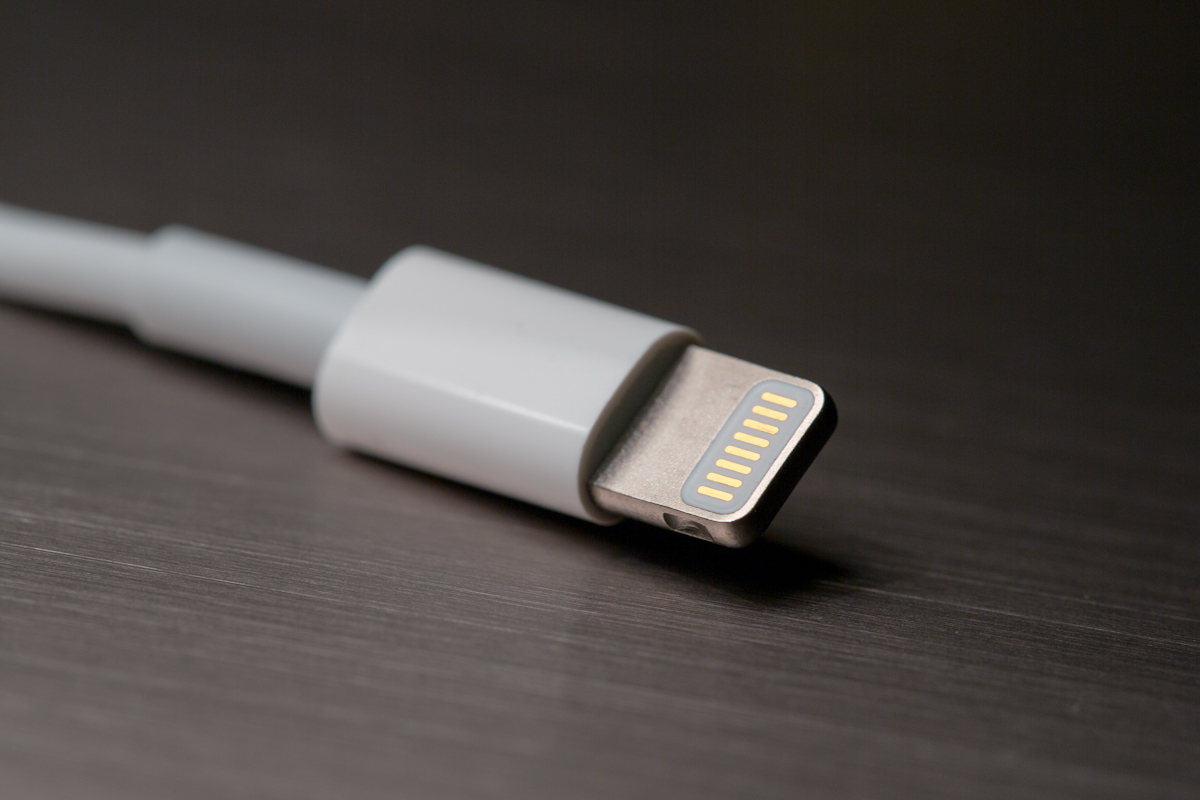
Cổng kết nối Lightning

Lightning là một cổng kết nối 8 chân truyền tín hiệu số. Không giống cổng kết nối 30 chân của Apple (và các cổng USB Type A hay B), cổng Lightning có thể được cắm theo cả hai chiều. Apple phân phối nhiều bộ chuyển cho phép cáp Lightning kết nối được với các chuẩn kết nối khác như cổng 30 chân, USB, HDMI, VGA, và thẻ SD. Bộ chuyển Lightning sang 30 chân chỉ hỗ trợ một số tín hiệu chuẩn 30 chân: dữ liệu USB, sạc USB, và đầu ra âm thanh tương tự (qua DAC bên trong bộ chuyển).
Các cổng kết nối Lightning chính thức chứa một con chip dạng nhằm gây khó khăn cho các nhà sản xuất thứ ba tạo ra các phụ kiện tương thích mà không được Apple chứng nhận; tuy nhiên, con chip này đã bị vượt qua.
Các chân ngoài được ghi chi tiết trong hộp thông tin đầu bài. Tuy nhiên, mỗi chân ở hai bên cổng kết nối sẽ kết nối với các phần đối diện của cổng kết nối khi được cắm ngược chiều. Một trong những công việc của vi xử lý là phân luồng các tín hiệu nguồn và dữ liệu cho đúng cho dù có cắm chiều nào đi nữa.
Kích thước của phích cắm là 6,7 mm trên 1,5 mm.

## Các thiết bị sử dụng cổng kết nối Lightning

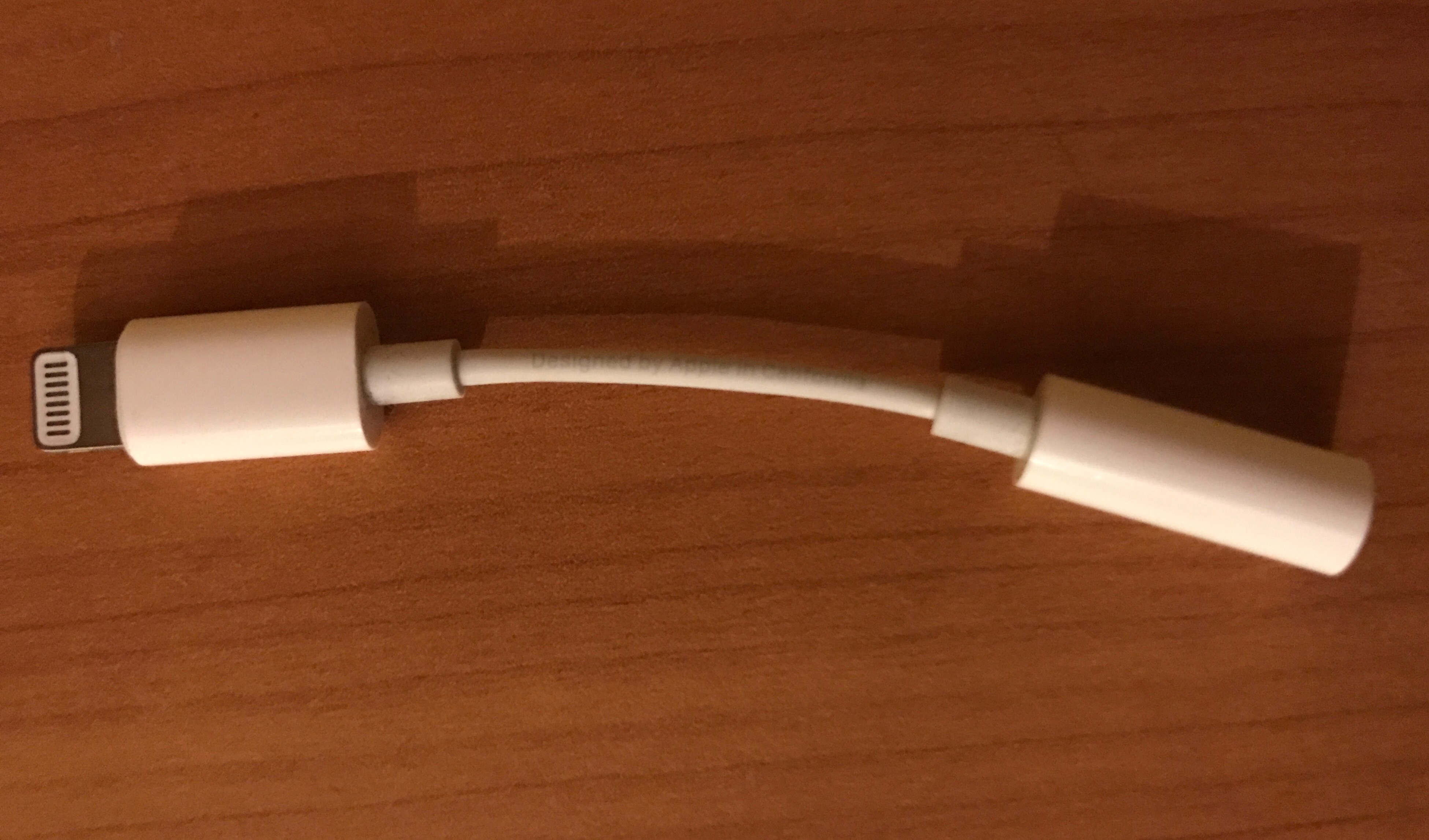
Bộ chuyển Lightning sang jack tai nghe 3.5 mm

Các thiết bị do Apple sản xuất sau sử dụng cổng kết nối Lightning tính đến  tháng 10 năm 2021:

### iPhone
- iPhone 5
- iPhone 5C
- iPhone 5S
- iPhone 6/6 Plus
- iPhone 6S/6S Plus
- iPhone SE (thế hệ thứ nhất)
- iPhone 7/7 Plus
- iPhone 8/8 Plus
- iPhone X
- iPhone XS/XS Max
- iPhone XR
- iPhone 11
- iPhone 11 Pro/11 Pro Max
- iPhone SE (thế hệ thứ 2)
- iPhone 12 mini/iPhone 12
- iPhone 12 Pro/12 Pro Max
- iPhone 13 mini/iPhone 13
- iPhone 13 Pro/13 Pro Max
- iPhone SE (thế hệ thứ 3)
- iPhone 14/14 Plus
- iPhone 14 Pro/14 Pro Max

### iPad
- iPad (thế hệ thứ 4)
- iPad (thế hệ thứ 5)
- iPad (thế hệ thứ 6)
- iPad (thế hệ thứ 7)
- iPad Air
- iPad Air 2
- iPad Air (thế hệ thứ 3)
- iPad Mini (thế hệ 1)
- iPad Mini 2
- iPad Mini 3
- iPad Mini 4
- iPad Mini (thế hệ thứ 5)
- iPad Pro (các bản 9.7 inch, 10.5 inch và 12.9 inch, trừ các bản thế hệ thứ 3)

### iPod
- iPod Nano (thế hệ thứ 7)
- iPod Touch (thế hệ thứ 5)
- iPod Touch (thế hệ thứ 6)
- iPod Touch (thế hệ thứ 7)

### Bộ chuyển
- Bộ chuyển Lightning sang 30 chân
- Bộ chuyển Lightning sang 30 chân (0,2 m)
- Bộ chuyển Lightning sang Micro USB
- Bộ chuyển Lightning sang USB Camera
- Bộ chuyển Lightning sang USB 3 Camera
- Bộ chuyển Lightning sang VGA
- Bộ chuyển Lightning Digital AV
- Bộ chuyển Lightning sang jack tai nghe 3.5 mm[11]

### Phụ kiện
- Apple Pencil (thế hệ 1)
- Apple Watch Dock
- Magic Keyboard
- Magic Mouse 2, Magic Trackpad 2
- Siri Remote cho Apple TV (thế hệ thứ 4 & thứ 5)
- Hộp sạc AirPods
- EarPods với cổng kết nối Lightning
- Tai nghe BeatsX
- Loa Beats Pill+
- iPhone Lightning Dock
- Pin dự phòng Aukey PB-N30